# High Point
High Point ist eine City im US-Bundesstaat North Carolina. Das U.S. Census Bureau ermittelte bei der Volkszählung 2020 eine Einwohnerzahl von 114.059.
Die Stadt ist bekannt für ihre Möbel-, Textil- und ihre Busindustrie. High Point ist neben Greensboro einer der County Seats von Guilford County. Das Stadtgebiet liegt neben diesem in Davidson, Forsyth und Randolph County.

## Geschichte
Der Ort, an dem High Point liegt, war der höchste Punkt der North Carolina Railroad, die ab 1856 zwischen Charlotte und Goldsboro verkehrte, was der Stadt ihren Namen verlieh. High Point wurde 1859 gegründet. Damals war die wichtigste Industrie die Verarbeitung von Tabak und Holz sowie die Herstellung von Textilien. 1889 wurde die erste Möbelfabrik eröffnet.
Ein wichtiger Arbeitgeber in der Stadt ist Thomas Built Buses, ein zum Geschäftsfeld Daimler Trucks der Daimler AG gehörendes Werk, das Schulbusse für den US-amerikanischen Markt baut.

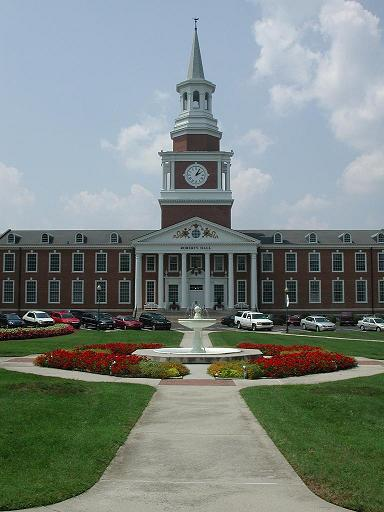
High Point University

### Einwohnerentwicklung
| Jahr | Einwohner 1 |
| ---- | ----------- |
| 2000 | 85.677      |
| 2010 | 104.432     |
| 2020 | 114.059     |

## Söhne und Töchter der Stadt
- Ernest Thompson (1892–1961), Old-Time-Musiker
- Luke Appling (1907–1991), Baseballspieler und -manager in der Major League Baseball
- Bill Blair (1911–1995), NASCAR-Rennfahrer
- Harry Williamson (1913–2000), Mittelstreckenläufer und Olympionike
- James H. Burnley (* 1948), Politiker, Verkehrsminister im Kabinett von Präsident Ronald Reagan
- Ben Witherington (* 1951), Professor für Neutestamentliche Biblische Exegese am Asbury Theology Seminary
- J. D. Hayworth (* 1958), Politiker, Mitglied im US-Repräsentantenhaus
- Scott Hampton (* 1959), Comiczeichner
- Tony Baker (* 1964), American-Football-Spieler. Er spielte als Runningback unter anderem bei der Frankfurt Galaxy und den Cleveland Browns
- Mike Williams (* 1968), Sänger der Sludge-Band EyeHateGod
- Jason Palmer (* 1979), Jazzmusiker
- Adrian Wilson (* 1979), American-Football-Spieler in der National Football League
- Adam Petty (1980–2000), Autorennfahrer
- Fantasia Barrino (* 1984), Nachwuchssängerin
- Heather Richardson (* 1989), Eisschnellläuferin
- Tamara Clark (* 1999), Sprinterin